# Пёлих
Пёлих (нем. Pölich) — коммуна в Германии, в земле Рейнланд-Пфальц. 
Входит в состав района Трир-Саарбург. Подчиняется управлению Швайх.  Население составляет 432 человека (на 31 декабря 2010 года). Занимает площадь 3,20 км².